# Stobytový dům
Stobytový dům (rusky Стоквартирный дом) je osmipatrový bytový dům v Novosibirsku, památka historie a kultury federálního významu. Byl vystavěn v letech 1934-1937 podle návrhu architektů A. D. Krjačkova a V. S. Maslennikova. Projekt byl na světové výstavě v Paříži v roce 1937 oceněn zlatou medailí.

## Historie
Stobytový dům měl původně zajistit byty pro pracovníky výkonného výboru Západosibiřského kraje. Projekt předpokládal vznik 100 dobře vybavených bytů (odtud název), z toho 10 pětipokojových, 30 čtyřpokojových, 40 třípokojových a 20 dvoupokojových. Byty měly promyšlenou dispozici, velká velké obytné i technické prostory. V některých bytech se dokonce počítalo s 6 m² velkými pokojíky pro služebnou. Bytů zde bylo nakonec realizováno 110, název však již domu zůstal.
S výstavbou se začalo roku 1934. V jejím průběhu byly architektem Maslennikovem významně posíleny dekorativní prvky na objektu (v souvislosti s proměnou sovětské estetiky na počátku 30. let), přičemž se inspiroval tvorbou francouzského architekta Augusta Perreta.
Na Mezinárodní výstavě umění a techniky v Paříži získal 11. prosince 1937 projekt Stobytového domu (spolu s projekty Domu sovětů v Irkutsku a Krasnojarsku) diplom 1. stupně, zlatum medaili a grand-prix.
V tomto elitním domě žila celá řada významných osobností, např. ruský dirigent Jevgenij Mravinskij, který se do Novosibirska uchýlil v období blokády Leningradu. K umělci Nikolaji Gricjukovovi sem chodíval na návštěvy Vladimir Vysockij.

## Galerie

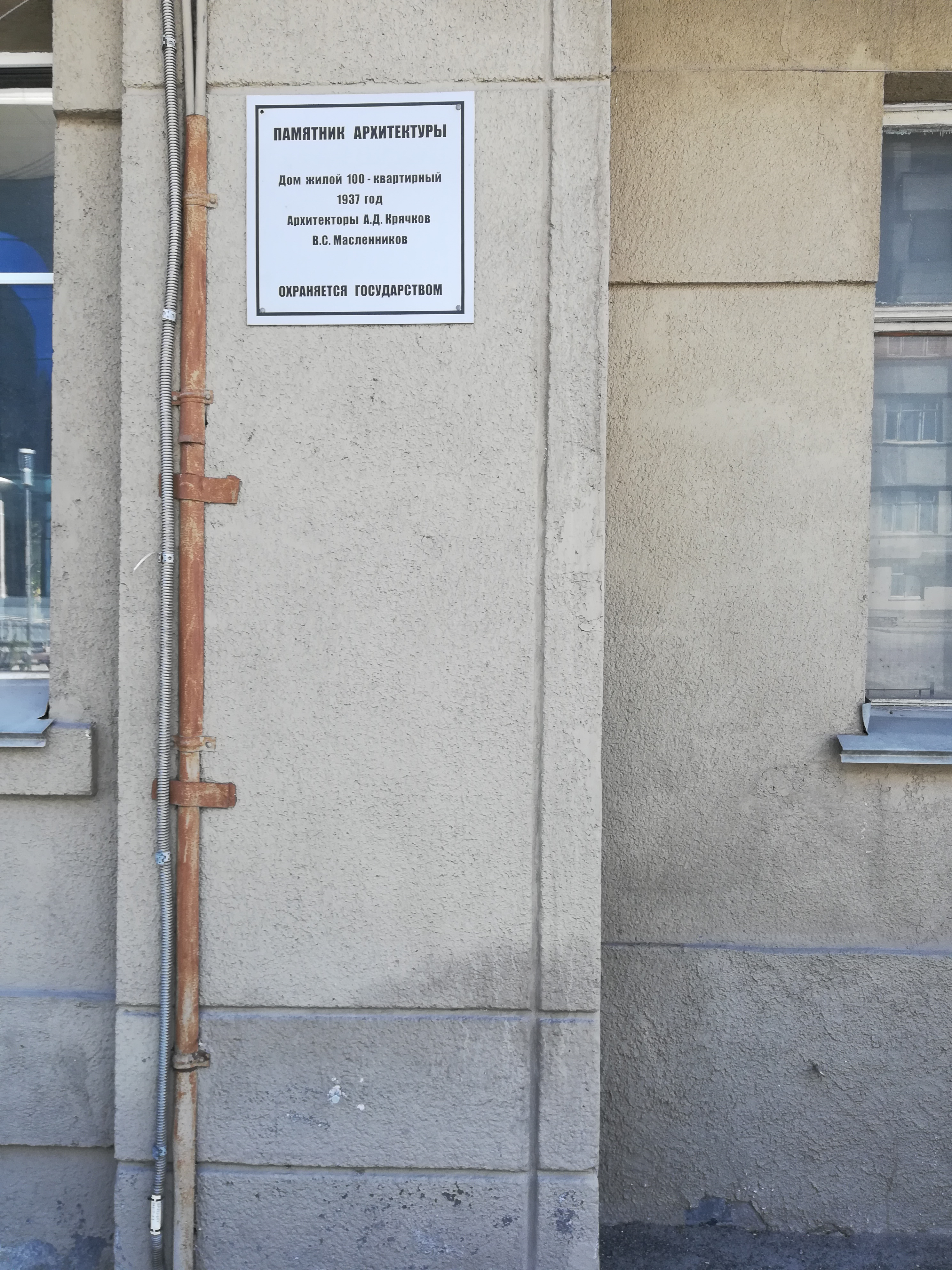
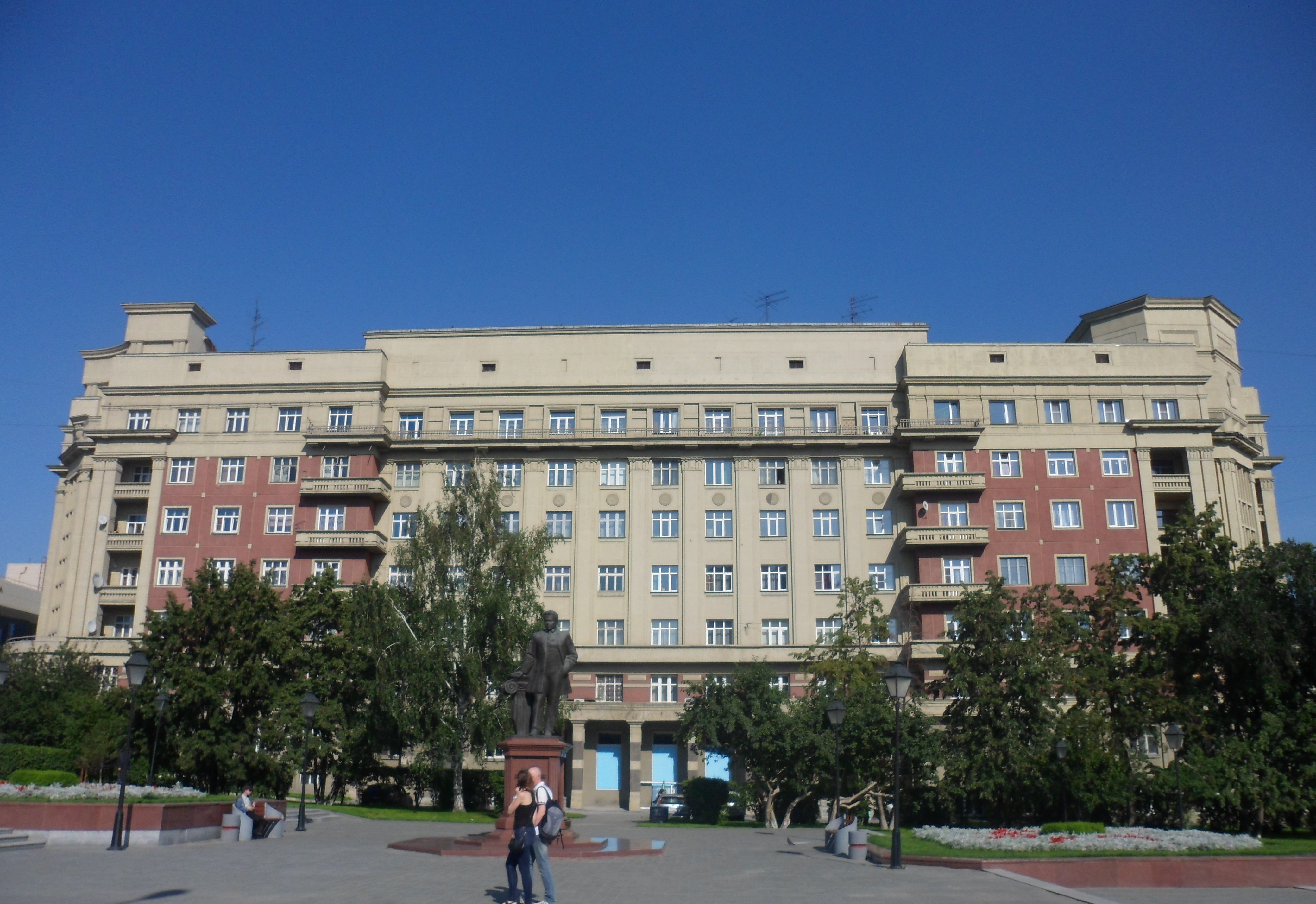
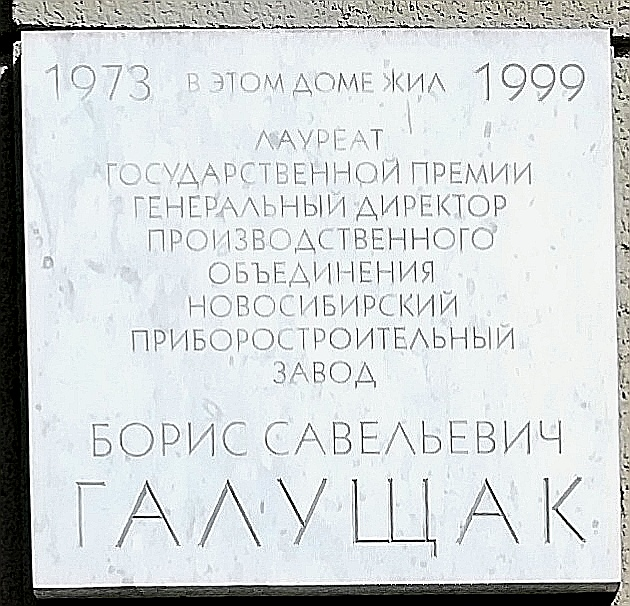
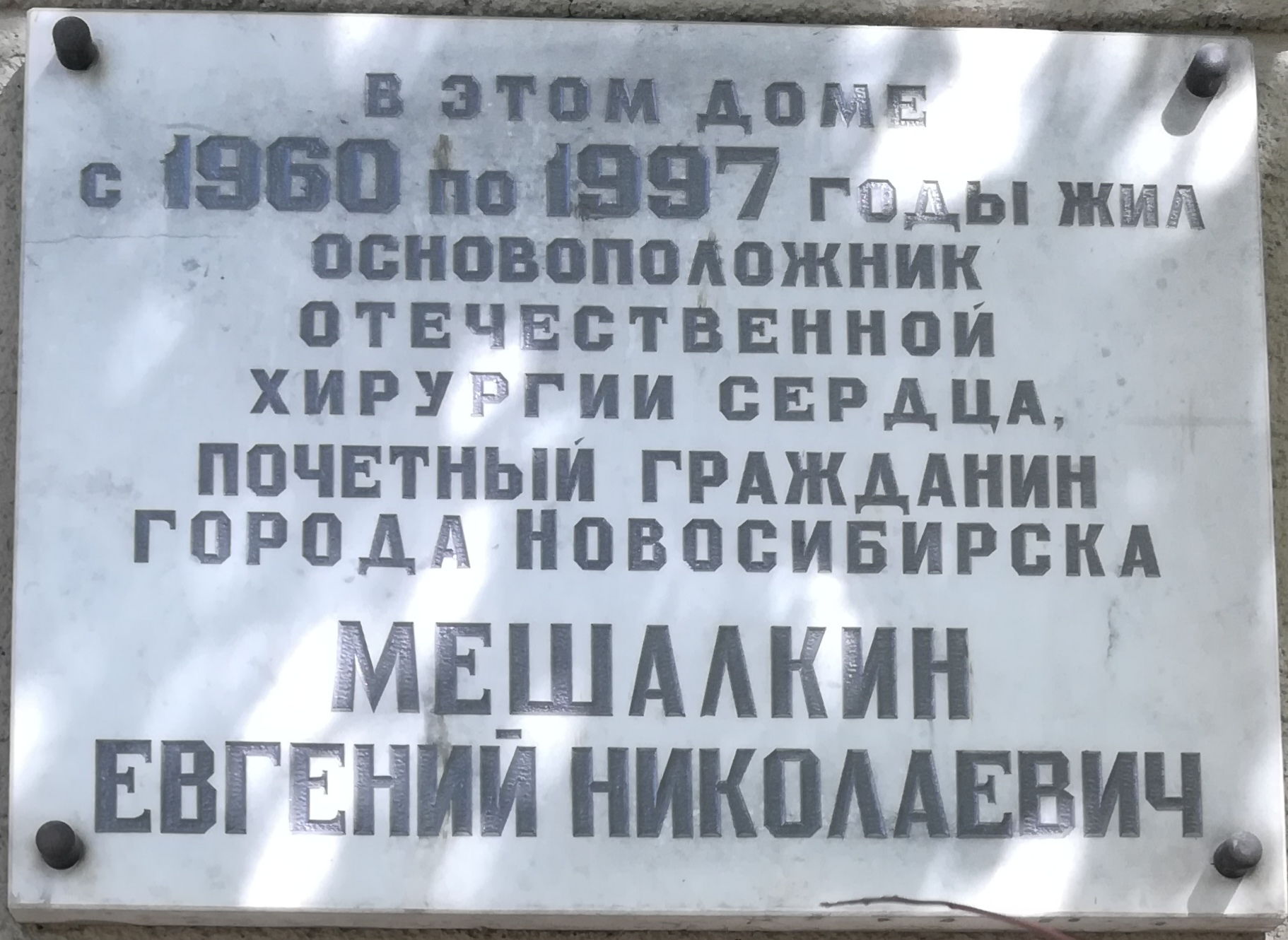
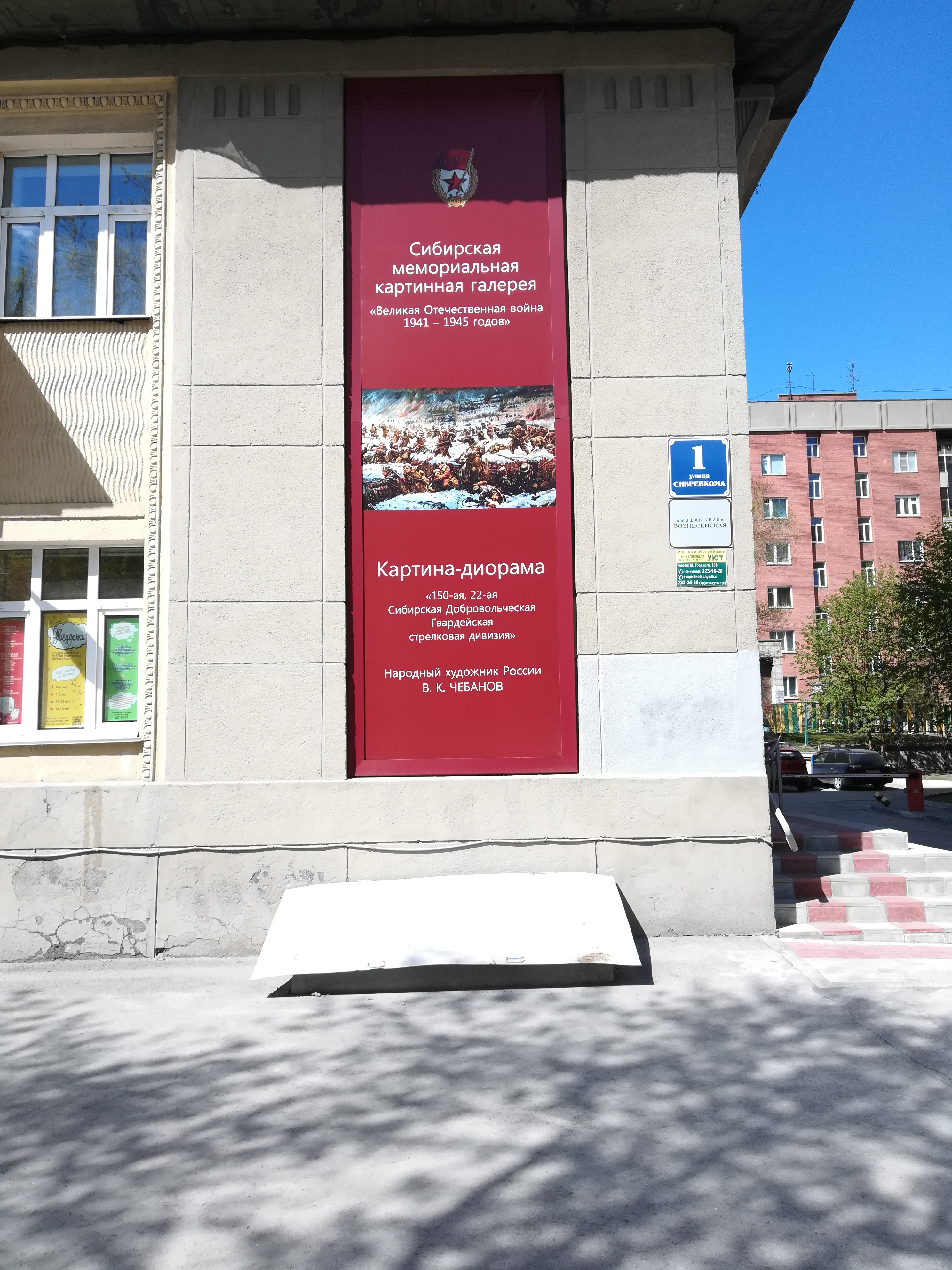
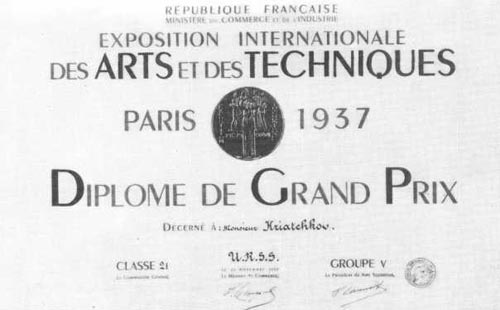
Diplom z pařížské výstavy